# 신장병
신장병(腎臟病, 영어: nephropathy, kidney disease)은 신장에 생기는 모든 병을 일컫는다. 신장 질환(腎臟疾患)이라고도 한다.
만성신장병은 콩팥의 손상으로 정상적인 콩판의 기능이 감소한 상태로 다음과 같은 증상이 3개월 이상 지속되면 만성신장병(만성콩팥병)이라고 한다.
1. 소변 검사에서 단백뇨나 혈뇨가 보인다.
2. 혈액검사에서 콩팥기능의 감소가 있다.
3. 신장초음파 등 방사선 검사에서 콩팥 이상소견이 있다.

만성신장병의 경우 1기에서 5기로 나뉘는데 5기로 진행할 경우 투석이 필요하며, 투석을 진행할 경우 경제적 부담은 물론 우울증 등에도 쉽게 노출된다.
저단백 식사는 만성신장병 환자의 콩팥 기능을 보호하고 단백뇨를 감소시킨다.
만성신장병이 말기로 진행하는 것을 막기 위하여 저단백 및 저염식으로 만든 신장 환자식을 섭취하는 하는 것이 필요하다.

## 같이 보기
- 대사 증후군(메터볼릭 신드롬)
- 만성 피로 증후군(CFS)
- 투석전 식이요법의 중요성